# Pandemia di COVID-19 in Pennsylvania
La pandemia COVID-19 del 2020 in Pennsylvania, negli Stati Uniti, è stata confermata nel marzo 2020. Al 12 dicembre 2020, il Dipartimento della salute della Pennsylvania ha confermato 440.538 casi e 12.436 decessi nello stato.
Al 30 dicembre 2020, la Pennsylvania ha somministrato 96.045 dosi di vaccino COVID-19, pari allo 0,75% della popolazione.

## Cronologia

### Marzo
Il 6 marzo, il governatore Tom Wolf ha segnalato i primi due casi confermati della Pennsylvania di COVID-19 nella contea di Delaware e nella contea di Wayne. Entrambi i casi erano legati a viaggi, uno in un altro stato negli Stati Uniti e un altro in Europa.
Il 10 marzo sono stati confermati due nuovi casi, portando il totale a 12.
Il 18 marzo, il dipartimento della salute ha segnalato la prima morte dello stato correlata al virus, un paziente nel campus di St.Luke's Fountain Hill nella contea di Northampton. Al 18 marzo, ci sono 133 casi nello stato.
Il 19 marzo, il governatore Wolf ha ordinato la chiusura in tutto lo stato di tutte le "attività non vitali", con questo ordine che entrerà in vigore sabato 21 marzo alle 00:01. Il Dipartimento dell'istruzione della Pennsylvania ha annullato tutte le valutazioni statali, inclusi i test PSSA, i test Keystone e il Pennsylvania Alternate Assessment System (PASA) per il resto dell'anno scolastico 2019-2020.

### Aprile

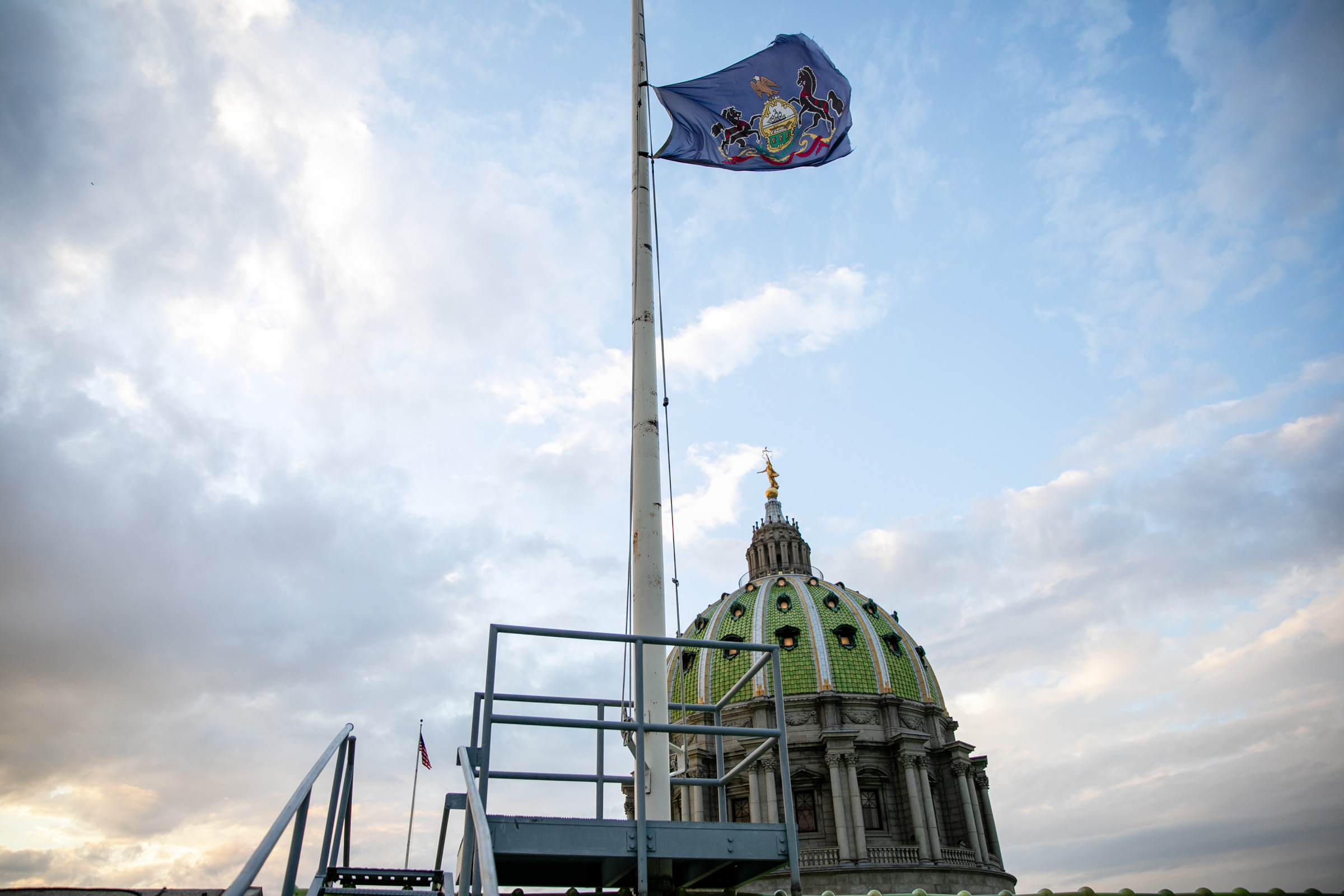
Bandiera a mezza asta in onore alle vittime di COVID-19.

Il 3 aprile, il governatore Wolf ha chiesto agli abitanti della Pennsylvania di indossare mascherine di stoffa in pubblico. Filadelfia ha ridotto la raccolta del riciclo a ogni due settimane a causa della carenza di personale.
Il 9 aprile, il governatore Wolf ha ordinato ufficialmente la chiusura di tutte le scuole della Pennsylvania fino alla fine dell'anno scolastico accademico. Ha affermato che riprenderanno tutte le lezioni tramite Google Classroom e altri strumenti di classe online. Non aveva ancora precisato se le lauree delle classi 2020 verranno posticipate o annullate.
Al 17 aprile erano stati eseguiti 117.932 test negativi.

## Risposta del governo

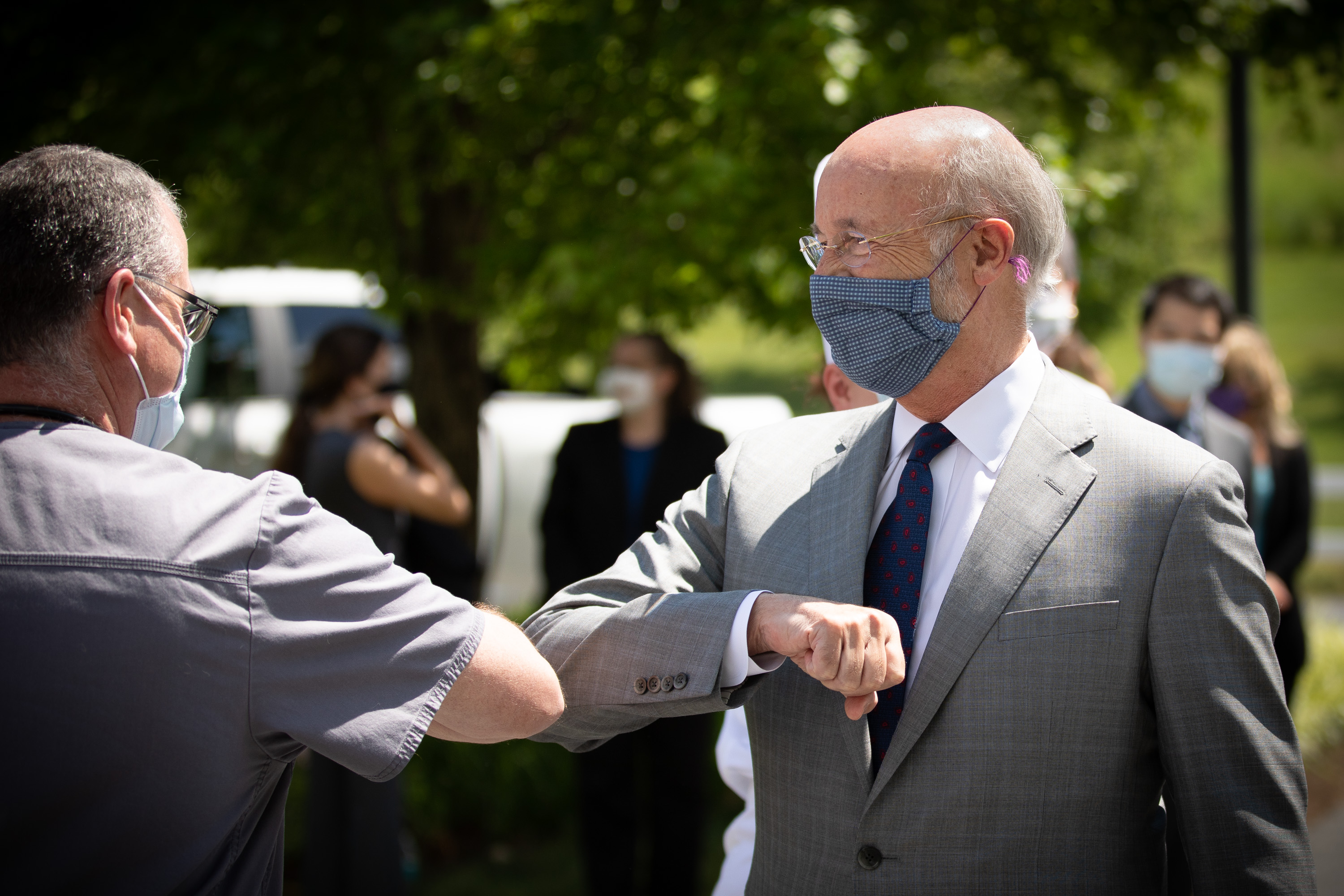
Il governatore Tom Wolf porge il gomito salutando gli operatori sanitari durante la sua visita al Milton S. Hershey Medical Center.

A seguito della pandemia di coronavirus, il governatore Tom Wolf ha implementato misure di distanziamento sociale nelle contee di Bucks, Chester, Delaware e Montgomery nella periferia di Filadelfia insieme alla contea di Allegheny nell'area di Pittsburgh, spingendo alla chiusura di attività non essenziali come i centri commerciali, cinema e casinò. Le attività essenziali, come distributori di benzina, supermercati e farmacie, rimarranno aperte. Saranno disponibili servizi essenziali come polizia, vigili del fuoco e servizi medici di emergenza. A partire dal 16 marzo, ai bar e ai ristoranti verrà ordinato di chiudere i propri ristoranti in quelle contee. A partire dal 17 marzo, i negozi Fine Wine & Good Spirits in tutte e quattro le contee suburbane di Filadelfia chiuderanno. Inoltre, i viaggi non essenziali sono scoraggiati. Viene implementata una politica di divieto di visita per le strutture correzionali e le case di cura in tutto lo stato.
Il 22 marzo, il sindaco di Filadelfia, Jim Kenney, ha emesso un ordine di soggiorno a casa per la città, che entrerà in vigore il giorno successivo alle ore 8:00 17. Lunedì 23, il governatore Wolf ha emesso ulteriori ordini di soggiorno in casa per sette contee: Allegheny, Bucks, Chester, Delaware, Montgomery, Monroe e un ordine di esubero per la contea di Filadelfia, che entrerà in vigore alle 20:00 dello stesso giorno.